# 안계초등학교 (경북)
안계초등학교는 대한민국 경상북도 의성군 안계면 토매리에 있는 공립 초등학교이다.

## 학교 연혁
- 1922년 4월 29일 안계공립보통학교 개교
- 1938년 4월 1일 위천공립심상소학교 개편
- 1941년 4월 1일 위천공립국민학교 개편
- 1946년 9월 28일 안계국민학교 개편
- 1984년 3월 13일 병설유치원 개원
- 1985년 3월 1일 도덕국민학교 분교장 격하 편입
- 1989년 5월 15일 농촌형 급식학교 지정
- 1992년 3월 1일 교촌국민학교 분교장 격하 편입
- 1994년 3월 1일 안계서부국민학교, 도덕분교장·교촌분교장 폐교 및 본교 통폐합
- 1996년 3월 1일 안계초등학교 개편
- 1997년 3월 1일 고산초등학교 분교장 격하 편입
- 1999년 9월 1일 삼분초등학교 폐교 및 본교 통폐합
- 2000년 3월 1일 고산분교장 폐교 및 본교 통폐합
- 2014년 3월 1일 단북초등학교 폐교 및 본교 통폐합
- 2015년 3월 1일 제30대 이학승 교장 부임
- 2016년 2월 17일 제91회 졸업식(졸업생 총12,724명)
- 2017년 2월 14일 제92회 졸업식(졸업생 총12,754명)
- 2023년 3월 20일 본교 건물(급식실 제외) 폐쇄, 모듈러 교실로 이사

## 학교 상징
- 교화 - 백일홍 : 꽃이 오랫동안 피어 있다고 백일홍나무라고도 하는데, 백일홍과 같이 아름다운 향기를 오랫동안 피어나게 하는 사람이 되라는 뜻을 담고 있다.
- 교목 - 소나무 : 눈보라 치는 날에도 항상 싱싱하고 푸른 소나무와 같이 늘 씩씩하고 튼튼하며 바르게 자라라는 뜻을 담고 있다.

## 참고 자료
- 안계초등학교 - 한국교육학술정보원 학교알리미